# AJT Air International
AJT Air International (IATA: E9, ICAO: TRJ) — российская авиакомпания. Базировалась в московском аэропорту Внуково VKO, с 1993 года в аэропорту Шереметьево (Москва) SVO и выполняла чартерные рейсы в Европу, Ближний Восток, Северную Африку и Юго-Восточную Азию. Ливрея самолётов AJT Air International в лучшую сторону отличалась от основной массы ВС, особенно в 90-е годы. С 1995 года по заказу авиакомпании было выполнено много работ по экстерьеру ВС: чертежи на окраску, перемаркировка и комбинированная окраска нескольких самолётов Ту-154М и Ил-86 на ВАРЗ-400 и на ВАСО. Обслуживание пассажиров осуществлялось по нормам и стандартам авиакомпании Аэрофлот.

## История
Основана в 1991 году. По утверждению одного из основателей авиакомпании Артура Цомая в основу названия легли три первых буквы имён основателей: Arthur, Jeffrey и Timour. В других источниках аббревиатура AJT трактуется как Asia Joint Transport.
Первые чартерные рейсы в Абу Даби, Дубай и Шарджу (Объединённые Арабские Эмираты) начала выполнять 1992 году из аэропорта Внуково (Москва).
1993 год — авиакомпания открывает чартерные рейсы на регулярной основе в Стамбул (Турция), а позднее и в Анталию (Турция).
1994 год — первый чартерный рейс в Римини (Италия).
1995 год — первый рейс в Лондон (Великобритания) аэропорт Гатвик. В январе 1996 года направление закрыли, как невостребованное для массовой перевозки.

В 2003 году AJT полностью прекратило осуществление полётов. По результатам проверки у авиакомпании аннулировали Свидетельство эксплуатанта ВС.

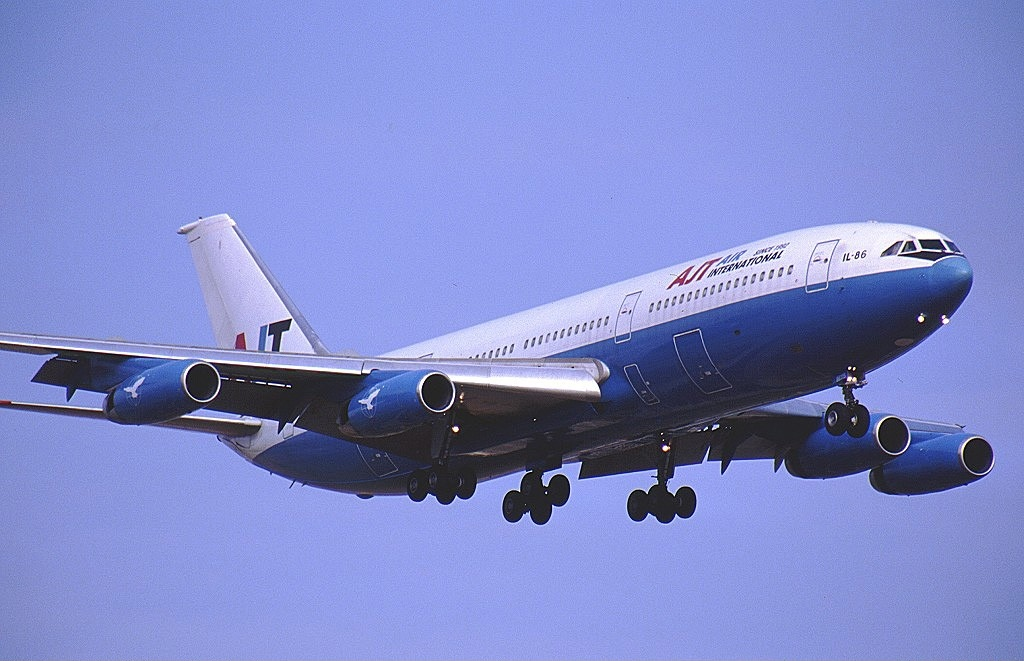
Ильюшин Ил-86 в ливрее AJT Air International

За 12 лет работы на рынке авиаперевозок с самолётами авиакомпании «AJT Air International» не произошло ни одной авиакатастрофы с человеческими жертвами.

## Флот
Первые рейсы выполнялись на самолёте Ил-86 (RA-86004) брендированного специально для AJT Air International после тяжёлой формы обслуживания на ВАРЗ-400.
В дальнейшим использовались борта Ил-86 Воронежского акционерного самолётостроительного общества (ВАСО) и Ту-154.
На момент отзыва лицензии эксплуатанта ВС у авиакомпании насчитывалось:
7 самолётов Ил-86
3 самолёта Ту-154

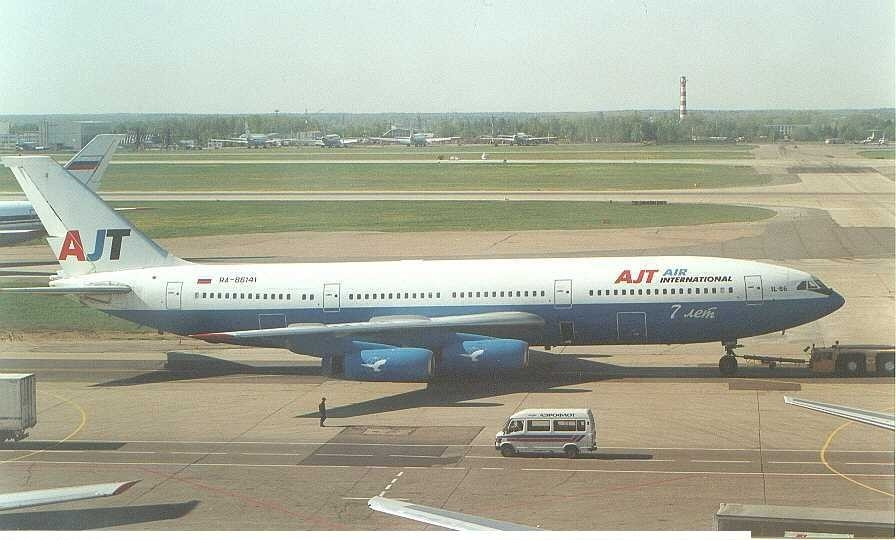
Ил-86 RA-86141

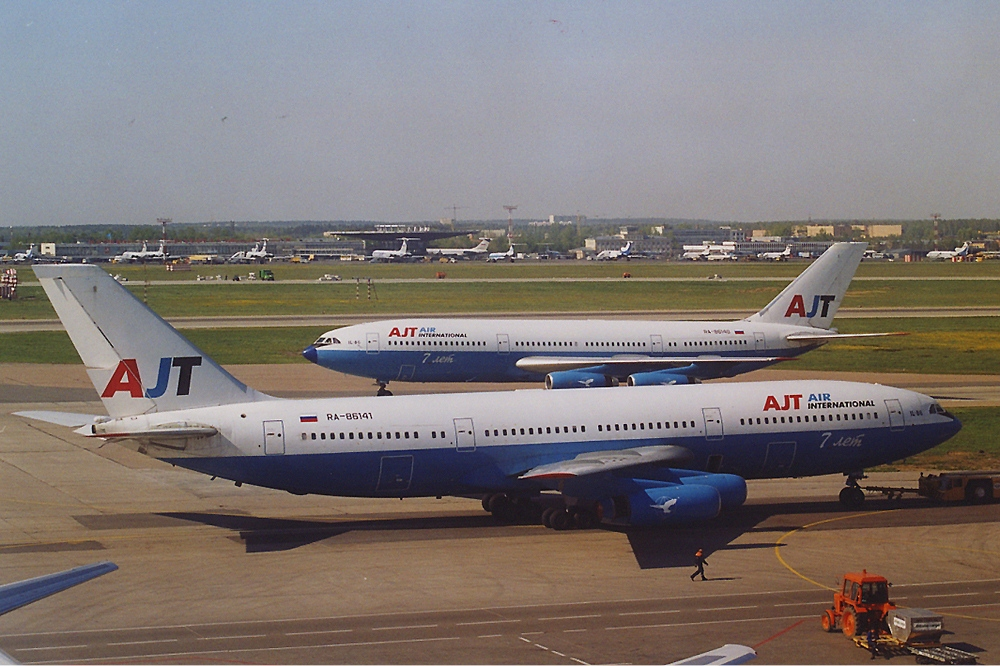
Самолёты авиакомпаний AJT на перроне а/п Шереметьево (SVO).

Объявлялись намерения о приобретении в лизинг самолётов В-757, В-747 и Ил-96, но планы не были осуществлены.